# Aphelandra pharangophila
Aphelandra pharangophila är en akantusväxtart som beskrevs av Emery Clarence Leonard. Aphelandra pharangophila ingår i släktet Aphelandra och familjen akantusväxter. Inga underarter finns listade i Catalogue of Life.